# 哥倫比亞縣 (紐約州)
哥倫比亞縣（英語：Columbia County）是美国纽约州東部的一個縣，西傍哈德遜河，東鄰麻薩諸塞州，面積1,679平方公里。根據2020年美國人口普查，共有人口61,570人。縣治哈德遜。該縣成立於1786年，以「發現」美洲大陸的克里斯托弗·哥伦布命名。